# Pil Egholm
Pil Egholm, född den 14 januari 1975, är en dansk skådespelare. Egholm är utbildad på skådespelarskolan vid Aarhus Teater i 2004.

## Filmografi
- Ledsaget udgang (2007)
- Frihed på prøve (2010)
- Mennesker bliver spist (2015)
- Swinger (2016)